# ويليام هيمينغ
ويليام هيمينغ (بالإنجليزية: William Hemming)‏ (17 أغسطس 1826 - 8 ديسمبر 1897) هو لاعب كريكت بريطاني (وحمل سابقاً جنسية المملكة المتحدة لبريطانيا العظمى وأيرلندا).